# Abri de la Madeleine
Abri de la Madeleine è un sito archeologico e un riparo naturale, formatosi nella falesia, che si trova nel comune di Tursac, nella regione francese della Dordogna, protetto dall'Unesco come patrimonio dell'Umanità.

## Scavi
Scoperto ed esplorato da Édouard Lartet fra il 1863 e il 1865, che fu finanziato dal banchiere e collezionista inglese Henry Christy, è il sito tipo della cultura preistorica magdeliana.
Nel maggio 1864, durante un'escursione privata guidata da Lartet su richiesta e alla presenza dei paleontologi Édouard de Verneuil e Hugh Falconer, furono scoperti cinque frammenti di una zanna fossile d'avorio su cui era inciso un mammut, un animale estinto da diverse migliaia di anni. La scoperta fece scalpore, tanto da essere menzionata in molte pubblicazioni dell'epoca, e successive, perchè forniva una prima conferma decisiva alla teoria di Jacques Boucher de Perthes sulla contemporaneità dell'uomo e delle specie animali "antidiluviane" estinte.

## Reperti
Nel riparo è stata rinvenuta la sepoltura di un bambino di età compresa tra due e quattro anni, datata 10.200 anni BP e accompagnata da un ricchissimo ornamento di conchiglie. Sebbene la datazione corrisponda maggiormente all'aziliano, il corredo funerario affonda comunque le sue radici nel mondo maddaleniano. 
Tra i reperti rinvenuti nel sito figurano: 
- il Bisonte che lecca il morso d'insetto, un'incisione di 15.000 anni BP, (15.000 anni fa secondo il Museo Nazionale di Preistoria) di eccezionale qualità artistica[3];
- un bastone perforato con un cavallo in bassorilievo[4].

Gli oggetti rinvenuti nel sito sono esposti in diversi musei, tra cui il Museo di storia naturale di Tolosa e il British Museum di Londra.